# Lucien Aigner
Lucien Aigner, né le 14 septembre 1901 à Érsekújvár, aujourd'hui Nové Zámky en Slovaquie, alors en Autriche-Hongrie et mort le 29 mars 1999  à Great Barrington dans le Massachusetts eux  États-Unis, est un photographe hongrois et l'un des premiers photojournalistes.

## Biographie
Le premier appareil photo de Lucien Aigner fut un Brownie qu'il utilisa dès l'âge de 9 ans pour photographier sa famille. En 1926, Aigner est reporter pour Az Est, un groupe de presse hongrois dont il devient bientôt un des photographes. Il apprend lui-même à se servir d'un Leica qui marque une rupture dans les appareils photos de l'époque en facilitant la prise de vue en lumière naturelle.
En 1935, lors de la conférence de Stresa, alors qu'il est correspondant de la London General Press à Paris, Aigner photographie Benito Mussolini sur le point d'éternuer : la photographie fait la couverture de Newsweek en 1940 et établit Aigner comme un important photojournaliste. En 1941, il quitte la France pour les États-Unis pour échapper aux persécutions des Nazis.
Aigner prend alors des photographies d'Albert Einstein qui enseigne à l'Université de Princeton. Ces photographies sont parmi les plus célèbres d'Aigner. Einstein considérait ces photos comme les meilleures qu'on ait faites de lui-même.
Contemporain de Brassaï et Kertesz, photographes d'origine hongroise comme lui, Aigner a probablement subi leur influence et, peut-être lui-même les a-t-il également influencés.

## Livres de photographies
- (fr) (en) (de) Entre deux mondes, un maître du photo-reportage témoigne / Between two worlds witnessed by a master of the photostory / Zwischen zwei Welten, ein Meister der Photoreportage berichtet, photographies réunies et présentées par Robert Burroni, Great Barrington / Paris, Éditions ARAL, 1975, 24 p..

## Collections
Les travaux de Lucien Aigner figurent dans des collections majeures dont celle du Metropolitan Museum of Art, le Museum of Modern Art, le Smithsonian, le Centre international de la photographie de New York, le Victoria and Albert Museum à Londres, le Musée Carnavalet et la Bibliothèque nationale de France, à Paris.

## Expositions
- novembre - décembre 1980 : Lucien Aigner, FNAC-Forum, Paris[2].
- 13 novembre 1982 - 1er septembre 1983 : Aigner's Paris, Fotografiska museet, Stockholm[3].
- 17 avril - 16 juin 2001 : Lucien Aigner: Picture Stories, Bruce Silverstein Gallery, New York[4].

## Distinctions
- Chevalier de l'ordre des Arts et des Lettres (1986)